# Хорње Младоњице
Хорње Младоњице (слч. Horné Mladonice) насељено је мјесто са административним статусом сеоске општине (слч. obec) у округу Крупина, у Банскобистричком крају, Словачка Република.

## Становништво
| Година:    | 1994. | 2004.    | 2014.   | 2024.    |
| ---------- | ----- | -------- | ------- | -------- |
| Број људи: | 199   | 170      | 172     | 190      |
| Разлика:   |       | -14,57 % | +1,17 % | +10,46 % |

| Година:    | 2023. | 2024.   |
| ---------- | ----- | ------- |
| Број људи: | 187   | 190     |
| Разлика:   |       | +1,60 % |

Према подацима о броју становника из 2024. године насеље је имало 190 становника.